# 침산동 (대구)
침산동(砧山洞)은 대구광역시 북구의 법정동이다. 행정동으로는 침산1동·침산2동·침산3동으로 나뉜다.

## 연혁
- 1965년 1.2동으로 분동 되었다
- 1970년 1동일부 3동으로 분리되었다

## 주요 시설

### 관공서
- 북구청
- 대구북부경찰서
- 북대구세무서
- 대구광역시립북부도서관
- 근로복지공단 대구북부지사
- 한국전력공사 대구본부
- 연합뉴스TV 대구경북지역본부
- 에스엠우방 본사
- 화성파크드림 갤러리
- 기독교대구방송

## 교육
- 대구달산초등학교
- 대구칠성초등학교
- 대구침산초등학교
- 대구일중학교
- 침산중학교
- 경상여자고등학교

## 주거
| 단지명                            | 건설사       | 시행사                         | 주소                       | 입주        | 비고             |
| --------------------------------- | ------------ | ------------------------------ | -------------------------- | ----------- | ---------------- |
| 침산 화성타운                     | 화성산업     | 화성산업                       | 북구 침산남로37길 5 (1차)  | 1998년 11월 |                  |
| 침산 화성타운                     | 화성개발㈜   | 화성개발㈜                     | 북구 침산남로37길 24 (2차) | 1999년 4월  |                  |
| 침산 화성파크드림                 | 화성산업㈜   | 침산2동 주택재건축정비사업조합 | 북구 성북로 70             | 2017년 9월  |                  |
| 침산 청구타운                     | ㈜청구       | ㈜청구                         | 북구 침산남로19길 9 (1차)  | 1995년 5월  |                  |
| 침산 청구타운                     | ㈜청구       | ㈜청구                         | 북구 침산남로19길 8 (2차)  | 1996년 12월 |                  |
| 명성 푸르지오 (침산 푸르지오 2차) | 대우건설     | ㈜에스아이디엔터프라이즈       | 북구 침산로 153            | 2006년 3월  | 구 명성웨딩 부지 |
| 대한동아무지개                    | 동아건설산업 | 대한방직 동아건설산업          | 북구 침산로21길 24 (1차)   | 1999년 4월  | 구 대한방직 부지 |
| 대한동아무지개                    | 동아건설산업 | 대한방직 동아건설산업          | 북구 침산로21길 10 (2차)   | 1999년 7월  | 구 대한방직 부지 |
| 침산 코오롱하늘채                 | 코오롱글로벌 | 코오롱씨앤씨㈜                 | 북구 침산로22길 31 (1차)   | 2006년 5월  |                  |
| 침산 코오롱하늘채                 | 코오롱글로벌 | 코오롱씨앤씨㈜                 | 북구 중앙대로 591 (2차)    | 2006년 5월  |                  |
| 롯데캐슬 오페라                   | 롯데건설     | ㈜연우                         | 북구 침산남로 160          | 2005년 2월  |                  |
| 침산 쌍용                         | 쌍용건설     | 쌍용건설                       | 북구 침산로21길 36         | 1999년 4월  |                  |
| 침산동 쌍용예가                   | 쌍용건설     | 한국자산신탁㈜                 | 북구 성북로9길 12          | 2013년 9월  |                  |